# غاري تيرني
غاري تيرني (بالإنجليزية: Gary Tierney)‏ هو لاعب كرة قدم بريطاني في مركز الدفاع، ولد في 19 مارس 1986 في بلزهيل ‏ في المملكة المتحدة. لعب مع هارت أوف ميدلوثيان.

## وصلات خارجية
- غاري تيرني على موقع قاعدة بيانات كرة القدم.إي يو (الإنجليزية)
- غاري تيرني على موقع Soccerbase.com (لاعب) (الإنجليزية)